# Tjärnmyrtjärnen, Medelpad
Tjärnmyrtjärnen är en sjö i Ånge kommun i Medelpad och ingår i Delångersåns huvudavrinningsområde.